# Mary-Museum
Das Mary-Museum in der turkmenischen Provinzhauptstadt Mary zählt mit circa 40.000 Ausstellungsstücken zu den  bedeutendsten Sehenswürdigkeiten der Stadt.

## Historie
Das Museum wurde im Jahr 1968 unter dem Namen Mary-Museum für Geschichte und Revolution gegründet. 1974 präsentierte man die erste größere Ausstellung. Mit der turkmenischen Unabhängigkeit ging eine Fokussierung des Museums auf die lokale und nationale Kultur und Geschichte einher. Im Jahr 2008 zog das Museum in sein neues Gebäude um.

## Museumsgebäude

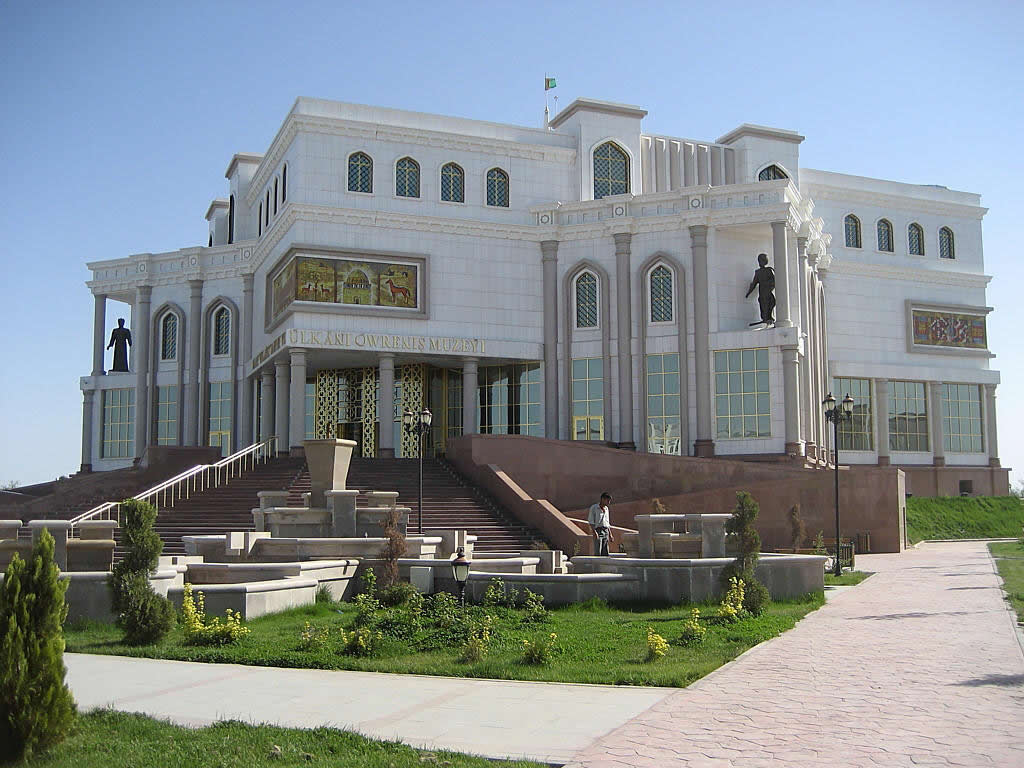
Museumsgebäude am Ufer des Murgab

Das Erscheinungsbild des neuen von Architekten des türkischen Bauunternehmens Sedas Insaat errichtete Museumsgebäude ist – wie bei repräsentativen Gebäuden in Turkmenistan üblich – von weißem Marmor geprägt. Außerdem wurde kolorierter Granit bei der Fassadengestaltung des dreistöckigen Gebäudes eingesetzt. Die Ausstellungsfläche des Gebäudes beträgt 4.000 Quadratmeter. In dem Gebäude sind sechs Ausstellungsräume, ein Konferenzsaal, ein Labor, ein Lager und ein Raum für Restaurierungsarbeiten untergebracht. Fünf Ausstellungsräume werden für die Dauerausstellung genutzt, der sechste für wechselnde Ausstellungen.

## Ausstellung
Die Dauerausstellung im Mary-Museum gliedert sich in mehrere Bereiche. Die sogenannte Halle der Wiedergeburt informiert über die jüngere Geschichte Turkmenistans, wobei insbesondere der amtierende Präsident Gurbanguly Berdimuhamedow mit Fotos, Texten, Porträts und Dokumenten im Zentrum der Präsentation steht.
Darüber hinaus ist die Dauerausstellung vor allem der Geschichte der Region und der Lebensweise der Menschen, basierend auf zahlreichen archäologischen Funden aus der Region, gewidmet. Die Grundlage bilden dabei Funde aus dem antiken Merw und Gonur Depe. Dieser Teil der Ausstellung ist in die Aspekte Archäologie, Ethnographie, bildende Künste und lokale Geschichte gegliedert.